# Salto megye
Salto  egy megye Uruguayban. A fővárosa Salto.

## Földrajz
Az ország északi részén található. Megyeszékhely: Salto